# Jan Sierek
Jan Kazimierz Sierek (ur. 5 czerwca 1933 w Komorowicach) – polski oficer wywiadu, konsul generalny w Kantonie (1974–1976) i Szanghaju (1976–1978)

## Życiorys
Od 1970 do 1990 był pracownikiem Departamentu I Ministerstwa Spraw Wewnętrznych. W latach 1972–1973 odbył roczne przeszkolenie tamże. Od 20 września 1974 do 4 sierpnia 1978 pracował w rezydenturze pekińskiej. Oficjalnie pełnił funkcje Konsula Generalnego w Kantonie (1974–1976) oraz w Szanghaju (1976–1978). W latach 1985–1990 kierował Punktem Operacyjnym rezydentury pekińskiej pod przykryciem pracy na stanowisku radcy Ambasady w Pekinie. Służbę zakończył 31 lipca 1990 w stopniu majora.
Syn Franciszka i Heleny.